# Louis Hersent
Louis Hersent (Parigi, 10 marzo 1777 – Parigi, 2 ottobre 1860) è stato un pittore francese.

## Biografia
Louis Hersent era figlio di un incisore, e questo lo avvicinò al disegno e all'arte sin da piccolo. Terminati i primi studi divenne allievo di Jacques-Louis David e del barone Jean-Baptiste Regnault. La prima volta che tentò di vincere il Prix de Rome, ottenne soltanto il secondo premio, ma nel 1797 riuscì nel suo intento e vinse con il quadro La Morte di Catone d'Utica.
Fu un pittore storico, sempre aderente allo stile e ai soggetti del neoclassicismo che aveva appreso dagli insegnamenti di David. Ma fu anche un validissimo autore di ritratti, nei quali profuse spesso accenti romantici. Dipinse molti soggetti a tutta persona, fra i quali Le Duc de Richelieu, Le Prince de Carignan, ecc. 

Al Salon del 1802 espose la tela Metamorfosi di Narciso, e continuò a essere presente, con rare interruzioni, fino al 1831.
I suoi lavori più importanti nel periodo dell'impero furono "Achille si separa da Briseide" e "Atala morente fra le braccia di Chactas" (entrambi incisi poi da Landon nei suoi Annales du Musée); "Un episodio della vita di Fénelon", dipinto nel 1810, si trova al Castello di Malmaison, mentre "Passaggio del ponte a Landshut", dello stesso anno, è esposto a Versailles.
La produzione più importante di Hersent, e la sua maggior fortuna, comunque, si collocano nel periodo della Restaurazione: "Luigi XVI consola gli afflitti" (Versailles) e "Dafni e Cloe" furono esposti al Salon del 1817, mentre, all'esposizione del 1819, la tela di soggetto storico "L'abdicazione di Gustavo Vasa" valse a Hersent una medaglia d'onore: il quadro, acquistato dal duca di Orléans, si trovava al Palais-Royal e venne distrutto nel 1848; ne rimane oggi solo l'incisione a opera di Henriquel-Dupont.
Ruth, dipinto nel 1822, fu acquistato da Luigi XVIII, che fu sempre un potente patrono di Hersent: il re lo nominò ufficiale della Legion d'onore e lo raccomandò per un posto all'Institut de France (Académie des Beaux-Arts), dove occupò il seggio del pittore Gérard van Spaendonck, che era da poco deceduto.
Anche sotto Carlo X Hersent continuò a essere trattato con molto favore: per il re dipinse "Monaci al Monte San Gottardo", esposto nel 1824. Nel 1831 Hersent presentò per l'ultima volta alcune sue opere al Salon: i ritratti dei sovrani Luigi Filippo d'Orléans e Maria Amalia di Borbone, e del loro figlio, il Duca di Montpensier; dipinse anche due ritratti del compositore Gaspare Spontini, di cui uno è attualmente conservato a Berlino, l'altro (del 1825) nella Pinacoteca civica e galleria di arte contemporanea di Jesi.
Dopo questa data Hersent cessò di partecipare alle esposizioni annuali, e scelse di ritirarsi a vita privata. Solo nel 1846 consegnò alcune opere, fra cui un ritratto della scrittrice Delphine Gay de Girardin, alla Société d'Artistes. Fra i suoi allievi vi furono i paesaggisti Jacques Raymond Brascassat e
Constant Dutilleux.
Hersent sposò Louise Marie-Jeanne Mauduit (1784-1862), figlia di un colto geometra, anche lei pittrice ed ex allieva di Charles Meynier. La sua prima mostra al "Salon de peinture" avvenne nel 1810. Ella in seguito aprì, nella loro abitazione parigina in rue Cassette, una scuola di pittura riservata alle donne e ne affidò la direzione ad una delle sue migliori allieve: Madame Dénos, alla quale succedette Auguste Galimard (1813-1880), autore di una celebre Leda.
Louis Hersent morì a ottantatré anni, nel 1860. Marie-Jeanne Hersent lo seguì un anno dopo.

La coppia riposa oggi a Parigi nel cimitero di Père-Lachaise dove la loro tomba è ornata con un medaglione di marmo bianco e dei bassorilievi di François Lanno che rappresentano i due artisti e le loro opere.

## Opere

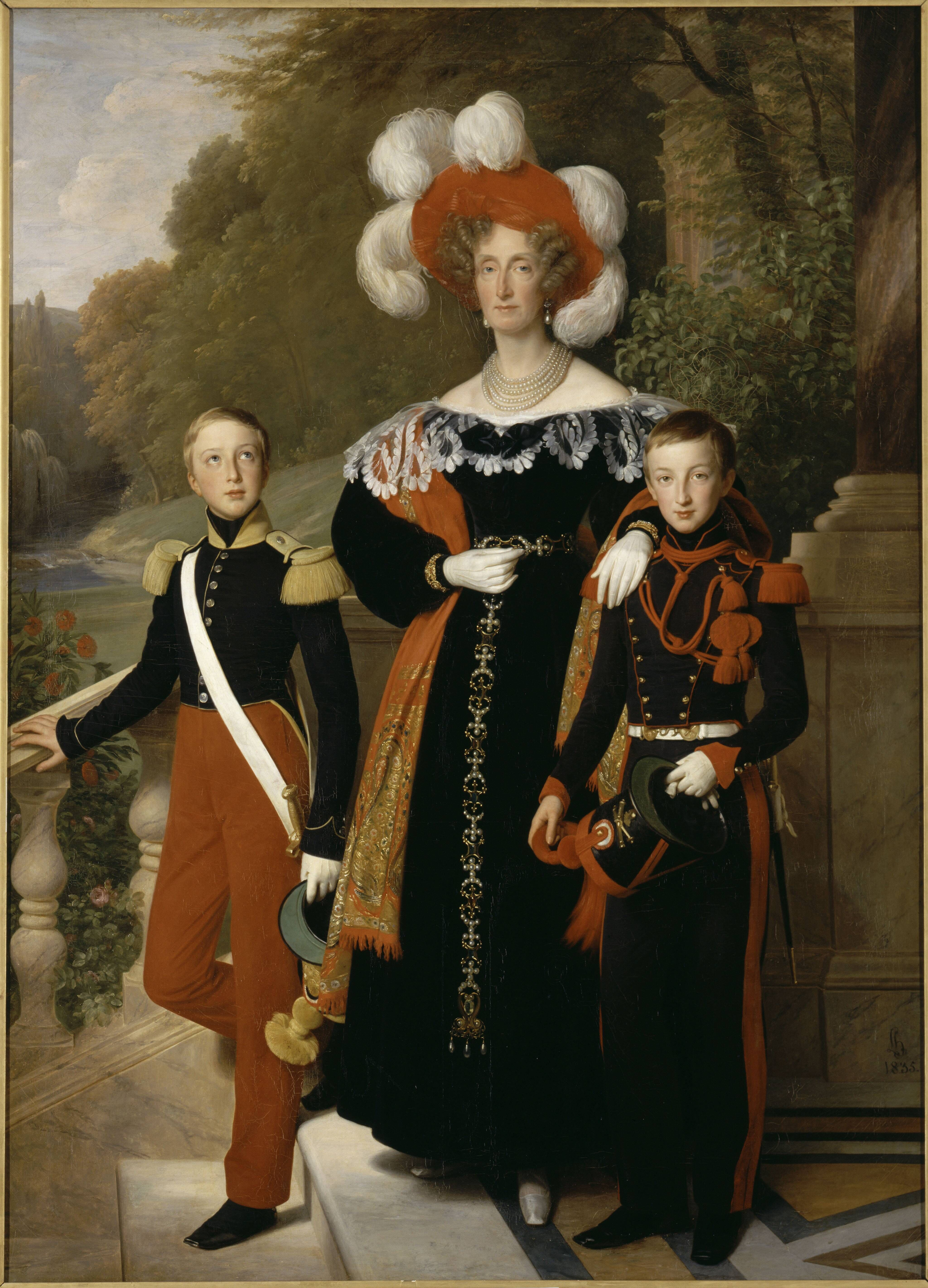
Maria Amelia di Borbone

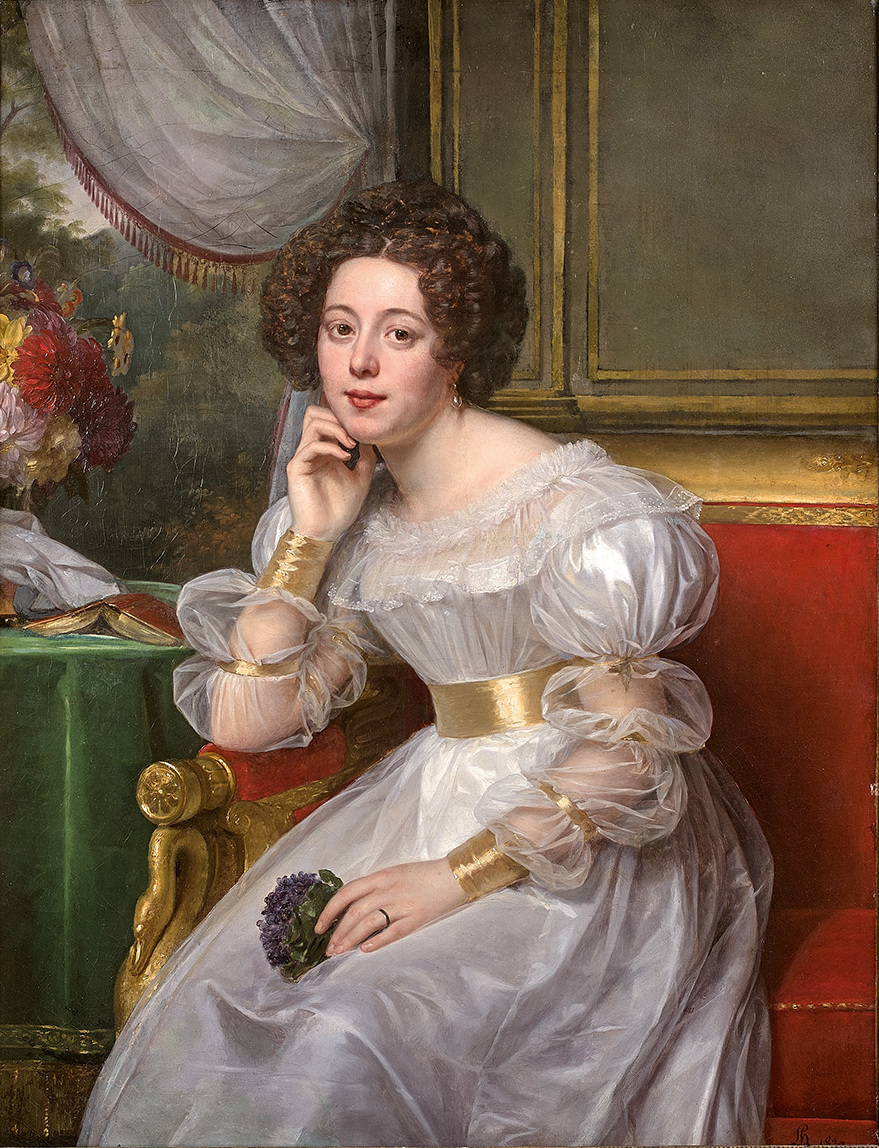
Ritratto di M.me Demetz

### Quadri
(in esposizioni pubbliche)
- Beaune, Museo di belle arti, Débarquement de Christophe Colomb à San Salvador , olio su tela
- Chantilly, Museo Condé, La Reine Marie-Amélie, olio su tela, distrutto nel 1848 durante il saccheggio del Palais-Royal
- Dieppe, castello di Dieppe, Jeune mère regardant son enfant dormir, olio su tela
- Digione, Museo di belle arti:
  - Portrait du marquis de Clermont-Tonnerre,  1822/1824, olio su tela, 192 x 144 cm
  - Portrait de la marquise de Clermont-Tonnerre née Charlotte Carvoisin d’Achy, 1822/1824, olio su tela, 192 x 144 cm[4]
- Digione, Museo Magnin, Le Rossignol, olio su tela
- Pau, castello di Pau, Henri IV, 1823, olio su tela
- Parigi, Museo Carnavalet, Louis-Marie Turreau de Garambouville, 1800, olio su tela
- Parigi, Louvre :
  - Daphnis et Chloé, 1822, replica del quadro del 1817, olio su tela
  - Madame Félix Cadet de Gassicourt, 1824, olio su tela
- Parigi, Museo della vita romantica, Madame Le Doyen, 1822, olio su tela
- Rueil-Malmaison, castello della Malmaison:
  - Fénelon ramenant une vache à des paysans, 1810, olio su tela
  - Madame Constantin, olio su tela
- Versailles, castello di Versailles:
  - Passage du pont de Landshut, 1810, olio su tela
  - Louis XVI secourant des malheureux pendant l'hiver de 1788, 1817, olio su tela
  - Henri Charles Ferdinand Marie Dieudonné d'Artois, duc de Bordeaux et sa sœur Marie-Thérèse d'Artois, verso il 1821, olio su tela
  - La Reine Marie-Amélie et ses enfants, 1835, olio su tela[5]
  - Jacques Raymond Brascassat, 1851, olio su tela
  - Delphine de Girardin, olio su tela
- Vizille, Museo della Rivoluzione francese, Portrait de Pauline Loyer, Madame Casimir Perier, olio su tela
- Jesi, Pinacoteca civica, Ritratto di Gaspare Spontini, 1825, olio su tela

### Stampe
Louis Hersent dedicò l'ultima parte della vita principalmente all'incisione, illustrando le Fiabe di Jean de La Fontaine
- Daphnis et Chloé, dopo il 1817, inciso da Jean Nicolas Laugier e Antoine François Gelée
- Abdication de Gustave Ier Vasa, 1831, inciso da Louis-Pierre Henriquel-Dupont
- Ruth et Booz, dopo il 1822, inciso da Pierre Alexandre Tardieu
- Jeu de cartes, incisione di Louis Hersent e Pierre-Nolasque Bergeret da un disegno di Armand Gustave, castello di Pau;
- La Reine Marie-Amélie, litografia di Alphonse-Léon Noël.

## Salon
- 1802 - La Métamorphose de Narcisse, olio su tela
- 1804 - Achille livrant Briséis aux héraults d'Agamemnon, olio su tela
- 1806 - Atala s'empoisonne dans les bras de Chactas, olio su tela; Le Tombeau aérien, coutume américaine, olio su tela
- 1808 - Portraits de femmes, olio su tela
- 1810 - Fénelon ramenant une vache à des paysans, olio su tela
- 1817 - Daphnis et Chloe, olio su tela
- 1822 - Rhut et Booz, olio su tela
- 1824 - Le Prince de Carignan, olio su tela
- 1826 - Daphnis et Chloé, olio su tela
- 1827 - Henri IV, olio su tela
- 1831:
  - Portrait du Louis-Philippe Ier en pied, en uniforme de garde national, olio su tela, distrutto nel 1848 durante il saccheggio del Palais-Royal
  - Portrait du duc de Montpensier en costume d'Auvergnat, olio su tela, distrutto nel 1848 durante il saccheggio del Palais-Royal
  - Portrait de la reine Marie-Amélie, olio su tela, localizzazione sconosciuta.

## Mostre
- 1826, Parigi, galleria Lebrun: Dapni e Cloé
- 1830, Parigi, Museo del Luxembourg: Passage du pont de Landshut

## Riconoscimenti
- Membro dell'Academia Reale di Berlino
- Ufficiale della Légion d'honneur nel 1825.

## Galleria d'immagini

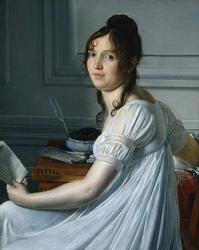
Ritratto di Sophie Crouzet
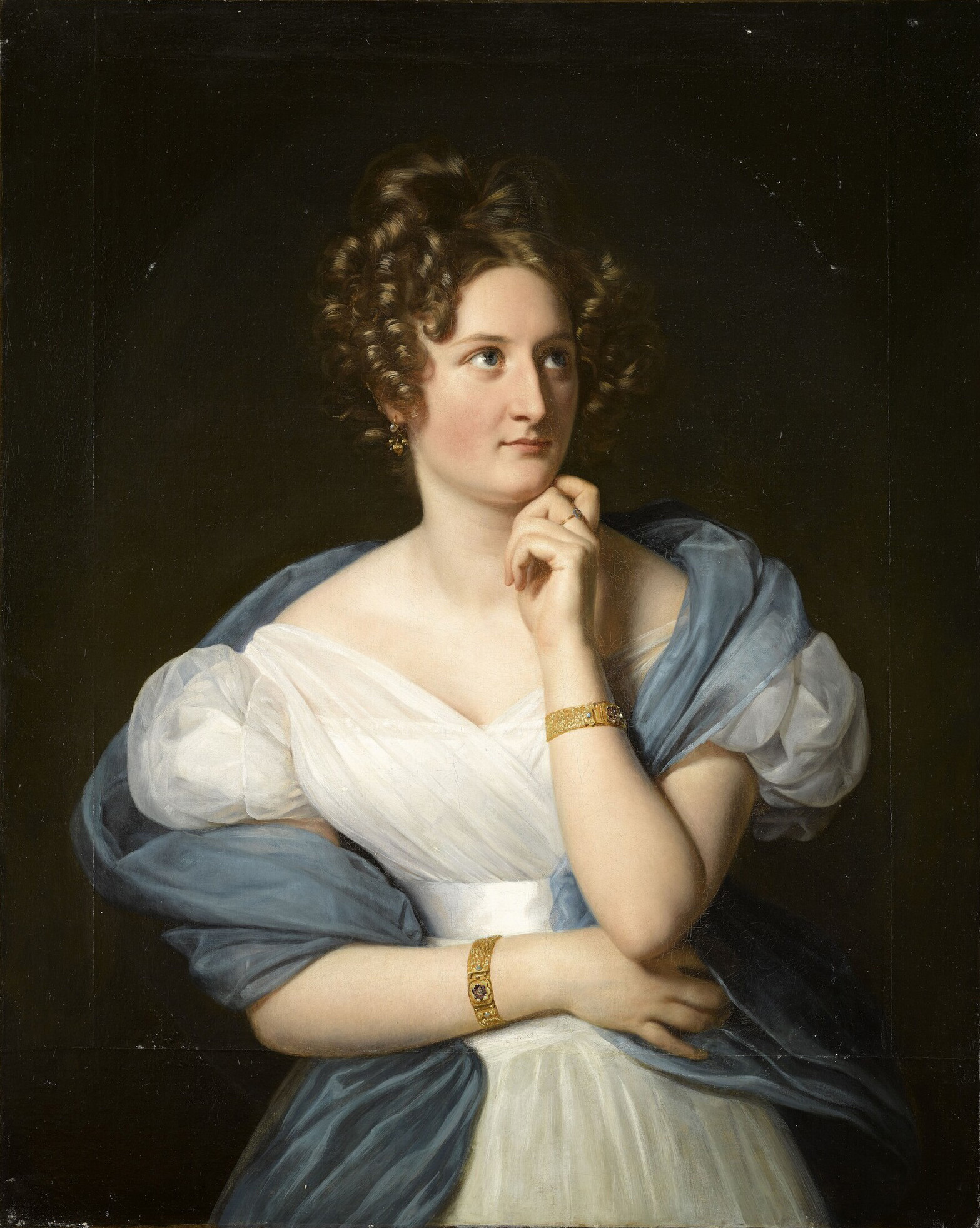
Delphine de Girardin
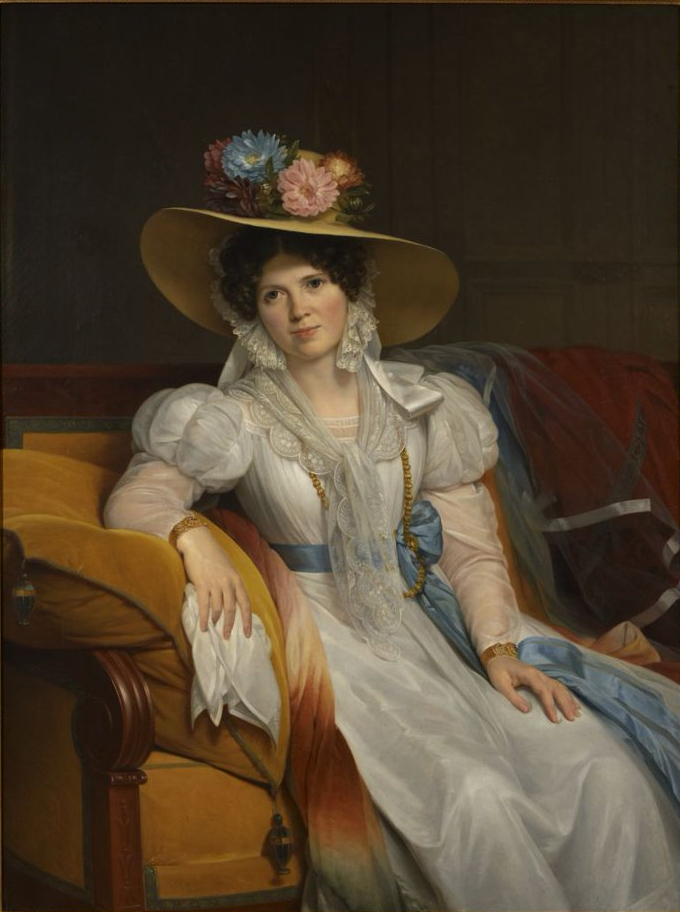
M.me Casimir Perier, nata Pauline Loyer
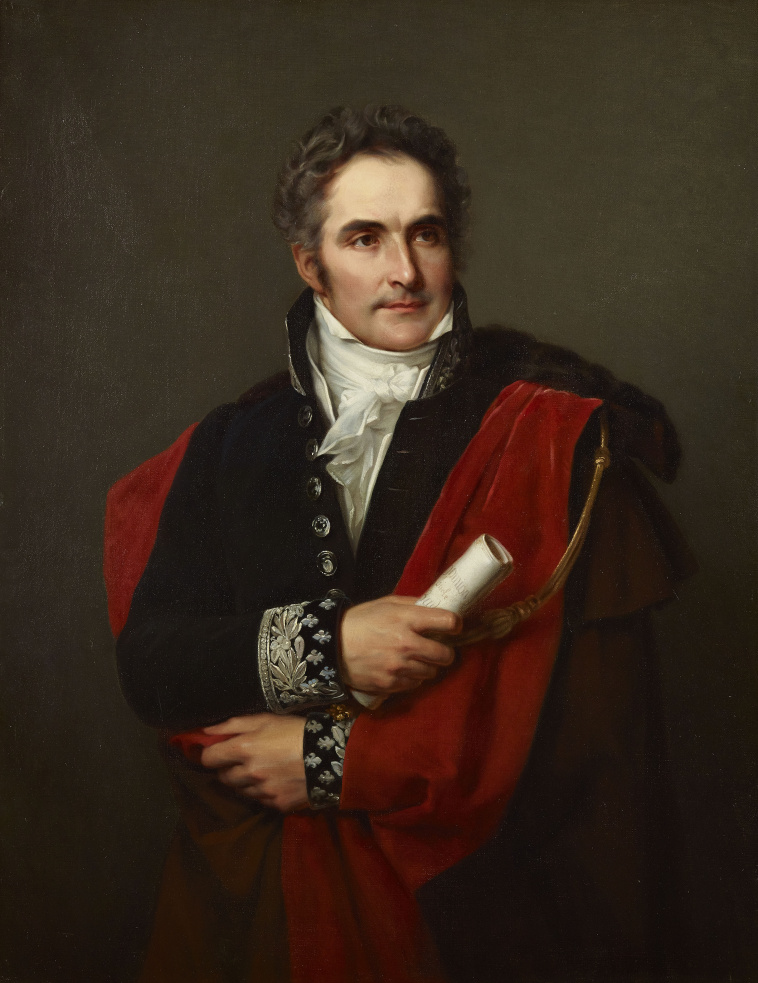
Casimir Perier
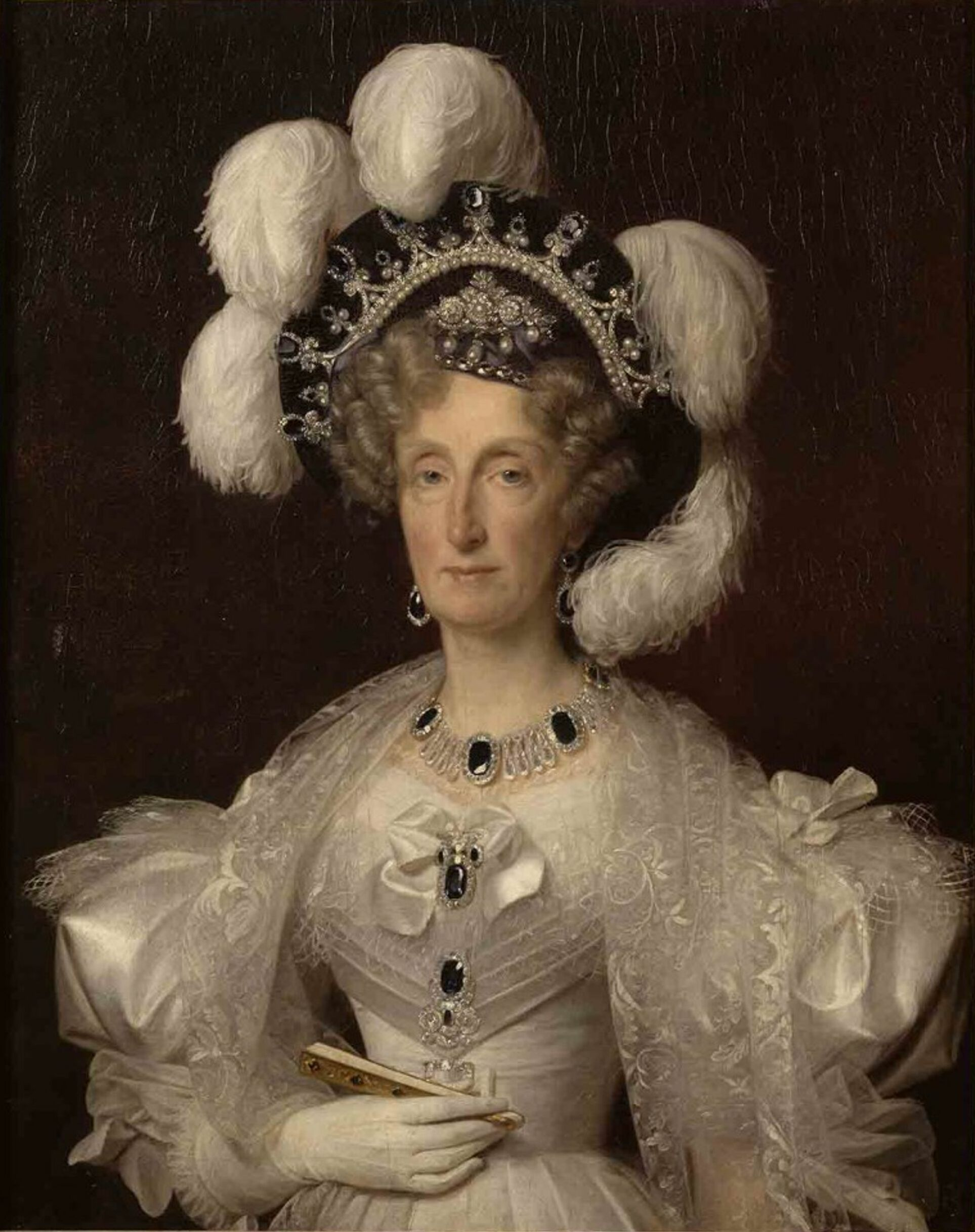
Maria Amalia di Borbone-Due Sicilie Regina dei Francesi.

## Allievi
- Jacques Raymond Brascassat (1805-1867), primo prix de Rome per il paesaggio storico, nel 1825[6].
- Hippolyte-Joseph Cuvelier (1803-1876)
- Constant Dutilleux (Douai 1807-1865)
- Karl Girardet (1813-1871)
- Alphonse-Léon Noël (1807-1884)
- Augustin-Désiré Pajou (1800-1878)
- Eugène Le Poittevin (1806-1870)
- Henri de Triqueti (1804-1874)
- Théophile Vauchelet (1802-1873)
- Louise Adélaïde Desnos
- François-Alexandre Pernot (1793-1865)

## Voci correlate

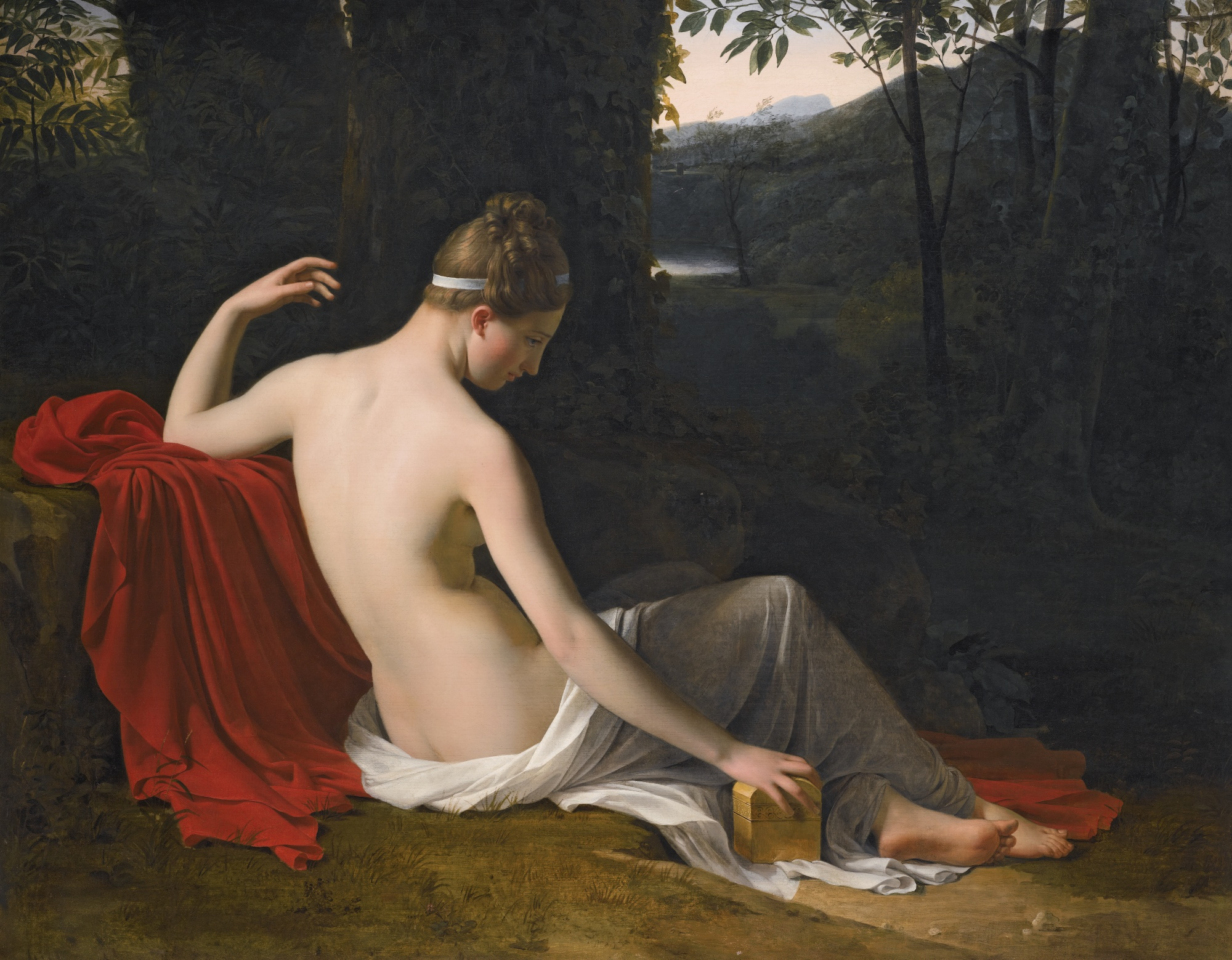
Pandora